# Плавание на летних Олимпийских играх 1980 — 1500 метров вольным стилем (мужчины)
Соревнования по плаванию вольным стилем на дистанции 1500 метров среди мужчин на летних Олимпийских игр 1980 года проходили 21 (предварительные заплывы) и 22 (финал) июля в бассейне спорткомплекса «Олимпийский» в Москве.
В соревнованиях приняли участие 17 спортсменов, представлявших 11 Национальных олимпийских комитетов. СССР был представлен тремя пловцами, от Бразилии, Великобритании, Венгрии и Югославии выступали по два человека, а от Австралии, Чехословакии, ГДР, Эквадора, Перу и Испании — по одному.

## Общая информация
Золото с новым мировым рекордом (14:58,27) выиграл 20-летний советский пловец Владимир Сальников. Сальников, который являлся чемпионом мира 1978 года на этой дистанции, стал в Москве первым человеком в истории, проплывшим 1500 метров быстрее 15 минут. Прежний мировой рекорд американца Брайана Гуделла (15:02,40), установленный в финальном заплыве Олимпийских игр 1976 года в Монреале, Сальников превысил на 4,13 сек. Мировой рекорд Сальников удерживал более 10 лет до 1991 года, еще дважды улучшив его в 1982 и 1983 годах. Для Сальникова это золото стало первым в карьере на Олимпийских играх. Владимир проплыл на 30 с лишним секунд быстрее, чем 4 года назад в финальном заплыве на Олимпийских играх в Монреале, где Сальников стал пятым, и на пять с лишним секунд быстрее, чем в финале чемпионата мира 1978 года в Западном Берлине. Сальников был настолько сильнее своих соперников в Москве, что даже с результатом, показанном в предварительном заплыве (15:08,25), он без проблем опередил бы всех соперников по финалу. Результат Сальникова позволил бы ему выиграть серебро даже на Олимпийских играх 1996 года в Атланте и занять седьмое место в финале на Играх 2020 года в Токио.
Серебро в Москве в упорной борьбе завоевал 18-летний советский пловец Александр Чаев (15:14,30), для которого эта медаль стала первой и единственной в карьере на Олимпийских играх. Всего 0,19 сек Чаеву проиграл 20-летний австралиец Макс Метцкер, который был шестым на этой дистанции 4 года назад на Играх в Монреале. Для Метцкера эта медаль также стала первой и единственной на Олимпийских играх. Самый взрослый участник соревнований на этой дистанции 22-летний Райнер Штробах из ГДР уступил Чаеву 0,99 сек и стал четвёртым. Борут Петрич из Югославии, который был вторым на этой дистанции на чемпионате мира 1978 года, на этот раз стал только пятым, более семи секунд уступив бронзовому призёру Метцкеру.
Советские пловцы впервые в истории выиграли медали на этой дистанции на Олимпийских играх, награды на которой разыгрывались начиная с самых первых Игр 1896 года.

## Медалисты
| Золото                  | Серебро             | Бронза                 |
| Владимир Сальников СССР | Александр Чаев СССР | Макс Метцкер Австралия |

## Рекорды
Данные приведены на начало Олимпийских игр.
| Мировой рекорд     | Брайан Гуделл (США) | 15:02,40 | Монреаль, Канада | 20 июля 1976 года |
| Олимпийский рекорд | Брайан Гуделл (USA) | 15:02,40 | Монреаль, Канада | 20 июля 1976 года |

## Результаты

### Предварительные заплывы
В финал отбирались восемь пловцов, показавших лучший результат вне зависимости от занятого места в заплыве. Зелёным выделены вышедшие в финал пловцы.
| Место | Заплыв | Спортсмен             | НОК            | Время    |
| ----- | ------ | --------------------- | -------------- | -------- |
| 1     | 3      | Владимир Сальников    | СССР           | 15:08,25 |
| 2     | 3      | Райнер Штробах        | ГДР            | 15:17,93 |
| 3     | 2      | Александр Чаев        | СССР           | 15:20,68 |
| 4     | 2      | Рафаэль Эскалас       | Испания        | 15:20,99 |
| 5     | 2      | Макс Метцкер          | Австралия      | 15:21,63 |
| 6     | 1      | Золтан Владар         | Венгрия        | 15:31,06 |
| 7     | 1      | Борут Петрич          | Югославия      | 15:31,53 |
| 8     | 1      | Эдуард Петров         | СССР           | 15:32,32 |
| 9     | 1      | Шандор Надь           | Венгрия        | 15:34,84 |
| 10    | 2      | Даниэль Махек         | Чехословакия   | 15:39,73 |
| 11    | 3      | Саймон Грей           | Великобритания | 15:43,17 |
| 12    | 3      | Дарьян Петрич         | Югославия      | 15:47,49 |
| 13    | 3      | Эндрю Эстбери         | Великобритания | 15:54,32 |
| 14    | 3      | Джан Мадруга          | Бразилия       | 15:56,20 |
| 15    | 1      | Марсело Жука          | Бразилия       | 16:01,11 |
| 16    | 1      | Диего Кирога          | Эквадор        | 16:01,41 |
| 17    | 3      | Хосе Мария Ларраньяга | Перу           | 16:27,90 |

### Финал
| Место | Спортсмен          | НОК       | Время       | Отставание |
| ----- | ------------------ | --------- | ----------- | ---------- |
| 1     | Владимир Сальников | СССР      | 14:58,27 WR |            |
| 2     | Александр Чаев     | СССР      | 15:14,30    | +16,03     |
| 3     | Макс Метцкер       | Австралия | 15:14,49    | +16,22     |
| 4     | Райнер Штробах     | ГДР       | 15:15,29    | +17,02     |
| 5     | Борут Петрич       | Югославия | 15:21,78    | +23,51     |
| 6     | Рафаэль Эскалас    | Испания   | 15:21,88    | +23,61     |
| 7     | Золтан Владар      | Венгрия   | 15:26,70    | +28,43     |
| 8     | Эдуард Петров      | СССР      | 15:28,24    | +29,97     |